# Гешталт
Гешталт је појам који означава целину, лик, форму, насупрот елементу. Правила ове психолошке школе, формулисана као реакција на атомистичку оријентацију пређашњих теорија, истичу да се целина било чега разликује од суме његових делова. Гешталт је целовита структура, конфигурација (физичка, социјална, биолошка или психолошка) која има својства несводљива на скуп делова од којих је сачињена.